# Cinese mandarino (varietà linguistica)
Il cinese mandarino (Cinese semplificato: 官话; cinese tradizionale: 官話 pinyin: guān huà) o cinese settentrionale (cinese tradizionale: 北方話; Cinese semplificato: 北方话S, BěifānghuàP, lett. "lingua del nord"), talvolta indicato anche come lingua mandarina, è una famiglia di parlate locali originarie del nord-est della Cina e appartenenti al più ampio ceppo delle lingue cinesi. Molte varietà di mandarino, come quelle del sud-ovest (compreso il Sichuanese) e del Basso Yangtze (inclusa la vecchia capitale Nanchino), sono in parte o del tutto mutualmente inintelligibili con la lingua standard. Tuttavia, il mandarino è spesso posizionato al primo posto negli elenchi di lingue per numero di madrelingua (con quasi un miliardo).
Al 2022, il cinese mandarino (che include il cinese moderno standard) è parlato da 1,118 miliardi di parlanti totali.
Il mandarino è di gran lunga il più grande dei sette o dieci gruppi dialettali cinesi, parlato dal 70% o più di tutti i parlanti cinesi su una vasta area geografica, che si estende dallo Yunnan nel sud-ovest allo Xinjiang nel nord-ovest e Heilongjiang nel nord-est. Ciò è generalmente attribuito alla maggiore facilità di viaggio e comunicazione nella pianura della Cina settentrionale rispetto al sud più montuoso, combinata con la diffusione relativamente recente del mandarino nelle aree di frontiera.
La maggior parte delle varietà di mandarino ha quattro toni. Le consonanti occlusive finali del cinese medio sono scomparse nella maggior parte di queste varietà, ma alcune le hanno mantenute come colpi di glottide. Molte varietà di mandarino, incluso il dialetto di Pechino, conservano consonanti iniziali retroflesse, che sono state perse nelle varietà meridionali del cinese. Se interrogato, un madrelingua di un dialetto mandarino normalmente non riconoscerà di parlare una variante del mandarino, ma la sua variante locale (dialetto del Sichuan, dialetto nord-orientale, ecc.), considerandolo diverso dal "mandarino standard" (putonghua). Il madrelingua non sarà necessariamente consapevole che i linguisti classificano il suo dialetto come una forma di "mandarino" in senso linguistico o visto dall'estero.
La capitale cinese è stata nell'area del mandarino per la maggior parte dell'ultimo millennio, rendendo questi dialetti molto influenti. Per esempio, la Dinastia Yuan durante il Khanato mongolo spostò la capitale a Pechino e, dopo che i Ming la spostarono a Nanchino, i Qing la riportarono a Pechino, che è la capitale pure della Repubblica Popolare Cinese. Al cinese mandarino appartiene il dialetto di Pechino, che forma la base per la pronuncia del cinese moderno standard (la grammatica è ispirata in larga parte al Baihua), lingua ufficiale della Repubblica Popolare Cinese, Singapore e Taiwan, una delle sei lingue ufficiali dell'ONU, e una delle lingue dell'ASEAN (Associazione delle Nazioni del Sud-est Asiatico). La versione standard si usa in concomitanza con i numerosi dialetti cinesi, come il cantonese e lo shanghainese, l'hakka e i vari hokkien. Il mandarino, che i leader comunisti designavano come lingua franca dell'intera nazione in una versione standardizzata (indicata come 普通話 pǔtōnghuà, "lingua comune"), era inizialmente quello delle comunità cinesi nel nord del paese. Pur possedendo una storia letteraria antica, non deriva dalla lingua letteraria classica scritta (文言 wényán), abbandonata nel 1919 dopo essere stata usata come lingua scritta ufficiale e letteraria per più di duemila anni: anzi, è da un vernacolo parlato (白話 báihuà, "linguaggio semplice") che procede il mandarino sia come grammatica che come pronuncia.

## Alcuni chiarimenti per evitare confusioni
Si inseriscono sotto alcuni punti per distinguere dei termini precisi nel vasto gruppo della "lingua cinese" per non confonderli in toto con il concetto vasto e onnicomprensivo di "lingua cinese".
- La parola "lingua cinese" (Hanyu), come appena accennato, include tutti i dialetti, le varietà storiche e la lingua moderna standard in educazione e fissata per Costituzione. I dialetti in Cina sono numerosi e non intelligibili tra loro e la dialettologia è solita dividerli in famiglie (ogni gruppo ha un suo nome per identificarlo al meglio). Per quanto non siano la lingua standard, alcuni di loro (ad es. cantonese, shanghainese) sono molto diffusi e prestigiosi e, in generale, i dialetti meridionali conservativi vengono utilizzati per ricostruire e studiare il Primo Cinese Medio (o anche l'Old Chinese, siccome i dialetti Min insieme alle lingue Bai discendono dall'Old Chinese), da cui nascono le pronunce di gran parte degli hanja, kanji e Han tu' del chu' Nom.
- Il concetto di "lingua cinese" (Hanyu) non va confuso con il cinese mandarino, che è invece una delle famiglie dialettali della lingua cinese (dunque sono "lingua cinese", ma "cinese mandarino" si riferisce a questa precisa famiglia dialettale). La pronuncia standard del cinese moderno standard (vedi avanti) è stata infatti definita ispirandosi alla pronuncia delle parlate appartenenti al gruppo del cinese mandarino, la più grande famiglia linguistica tra quelle in cui si possono raggruppare e classificare i parlanti di cinese. Il più importante gruppo dialettale del cinese moderno è proprio il mandarino: si stima che almeno il 70% di tutti i parlanti nativi del cinese utilizzino una parlata appartenente al gruppo del mandarino[2]. Il dialetto più famoso è quello di Pechino.
- A questo proposito, la lingua cinese (Hanyu) non è da confondere con il dialetto settentrionale più prestigioso e che forma la base di gran parte della varietà standard, cioè il Beijinghua (Dialetto di Pechino): è una "lingua cinese", ma per la precisione è un dialetto in particolare.
- La lingua cinese (Hanyu) include anche le varietà storiche, aventi comunque nomi precisi per identificarle al meglio ed evitare di fare confusione: Old Chinese/Cinese Antico, Cinese degli Han Orientali, Early Middle Chinese/EMC/Primo Cinese Medio, Late Middle Chinese/LMC/Tardo Cinese Medio, Early Mandarin/Primo Mandarino, Middle Mandarin/Mandarino Medio, Late Imperial Lingua Franca/Mandarino Tardo-Imperiale, a cui si aggiungono anche le varietà base dei dialetti da cui discendono le parlate locali, ad es. Proto-Min e Proto-Yue.
- Il Mandarino Medio e il Mandarino Tardo-Imperiale sono collegati direttamente alla varietà standard usata dagli amministratori della burocrazia imperiale, che è detta "Guanhua" (官话), "la lingua degli ufficiali/il dialetto di corte", usato dunque durante la Dinastia Ming e Qing. Lo standard di pronuncia di questa varietà koiné era quella di Nanchino, poi sostituita con quella di Pechino (in cui, per esempio, avvengono numerose palatalizzazioni di consonanti) durante il periodo di massimo splendore della Dinastia Qing, che aveva peraltro spostato la capitale da Nanchino a Pechino. La grammatica usata per scrivere i documenti era quella del Wenyan, cioè il cinese classico.
- "Cinese classico" si riferisce alla grammatica letteraria, la grammatica arcaica e colta del "Wen" (con pronuncia in Old Chinese e, a partire dal Rinascimento Cinese e khanato mongolo, rispettivamente in Cinese Medio e Primo Mandarino) in contrapposizione con il Baihua e con la grammatica moderna standard. "Letteraria" comunque non indica un limite: il Baihua è stato usato per scrivere famose opere letterarie, ad es. "Il sogno della camera rossa" di Cao Xueqin, vissuto nel Settecento.
- Infine, la "lingua cinese" (Hanyu) include anche la varietà moderna standard imparata dagli stranieri di tutto il mondo come L2 a scuola o in famiglia o imparata come L1 (lingua nativa) accanto al dialetto, se si eccettuano i casi di parlanti nativi cinesi e non che imparano un dialetto prestigioso e/o conservativo come lo shanghainese e il cantonese o un Minnan/Hokkien e simili. Il Puntonghua o Guoyu o Huayu indicano tutti e tre il cinese moderno standard, cioè la parlata comune per Costituzione che si studia a scuola o quando si vuole imparare il cinese standard, che si parla all'ONU insieme ad altre cinque lingue e si usa nell'amministrazione nella RPC. Questa parlata è basata come pronuncia sul dialetto di Pechino ed è influenzata dal Baihua (ma non solo) a livello grammaticale. In alcune espressioni proverbiali formate da 4 o 8 caratteri, i chengyu, si possono notare strutture del cinese classico. "Puntonghua" (普通话), "parlata comune/corrente" è il nome del cinese moderno standard in cinese utilizzato nella RPC, mentre "Zhongwen" (中文) si riferisce per la precisione alla sua versione formale scritta (la grammatica è pressoché identica a quella colloquiale, ma chiaramente è scevra da colloquialismi), che rimpiazza il Wenyan (文言). Un terzo nome possibile è, letteralmente, "cinese-standard" 标准汉语. "Guoyu" (国语), "parlata nazionale" è il nome del putonghua originale usato tuttora a Taiwan. "Huayu" (华语), "parlata cinese/Hua", è il nome usato a Singapore e nel resto dell'Asia ("Hua" è diverso da "Han" perché il primo si riferisce a tutti i cinesi in Cina, Asia e nel mondo, mentre "Hàn" si riferisce all'etnia di maggioranza in Cina e nel mondo, a cui si affiancano le minoranze etniche; "Hàn" deriva dal nome della Dinastia Han, che a sua volta prende il suo nome da quello di un fiume in Cina, il Fiume Han). In inglese "cinese moderno standard" si traduce con "Modern Standard Chinese". Storicamente, il cinese moderno standard è stato creato e reso ufficiale già nel 1932 con il nome di "Guoyu" dalla Repubblica di Cina a seguito della caduta della Dinastia Qing con l'abdicazione dell'ultimo Imperatore Puyi nel febbraio 1912 dopo la rivolta di Wuhan. La lingua, detta poi putonghua, è stata dichiarata standard dalla fondazione della Repubblica Popolare Cinese da parte del leader dei comunisti Mao Zedong, decisione presa il 1º ottobre 1949.

## Cinese e gruppi dialettali
Anticamente il cinese veniva considerato come un'unica lingua dotata di poche varianti regionali (lingue del nord, lingue del sud, ecc.).
Tuttavia, analizzata dal punto di vista della linguistica, la lingua cinese è in realtà un vasto insieme di lingue, moltissime delle quali non sono mutuamente intelligibili, che hanno una serie di caratteristiche comuni (quali la tonalità, l'ordine SVO, ecc.), e sono accomunate da un unico sistema di scrittura basato sui caratteri cinesi.
Con lo sviluppo della linguistica l'analisi si è fatta più approfondita e sono state individuate un certo numero di sottofamiglie linguistiche del cinese, ciascuna delle quali composta da un gran numero di varianti regionali e parlate locali tra loro affini. Queste sottofamiglie prendono il nome di "gruppi dialettali". A seconda delle classificazioni adottate, si possono distinguere da 7 a 15 gruppi dialettali per il cinese parlato.
Ciascun gruppo dialettale è un insieme ampio e variegato che raccoglie diverse lingue o parlate regionali distinte, ciascuna delle quali ha sviluppato un proprio corredo di dialetti locali. Nell'ambito della tradizione cinese, i gruppi dialettali erano visti semplicemente come "dialetti" di un'unica lingua cinese, visione che veniva giustificata alla luce di considerazioni culturali, storiche e politiche.
Il più importante gruppo dialettale è il cinese mandarino o lingua mandarina, una famiglia di parlate locali che si stima vengano usate da almeno il 70% dei locutori madrelingua di cinese.
Inteso in questo senso, il mandarino annovera tra le sue origini e zone di diffusione non solo le regioni del nord-est della Cina continentale, ma anche la zona sud-orientale di Nanjing, ove era situata la vecchia capitale imperiale, e alcune zone del nord-ovest, dove passava la via della Seta.

## Storia
Le lingue cinesi si sono sviluppate da una lingua comune denominata cinese arcaico, quindi cinese medievale.
La maggior parte dei cinesi che vivono nel nord della Cina, nel Sichuan e, infatti, in un ampio arco che si estende dal nord-est (Manciuria) al sud-ovest (Yunnan), usano diversi dialetti del mandarino come lingua madre. La prevalenza del mandarino in tutta la Cina settentrionale è principalmente il risultato della geografia, in particolare le pianure della Cina settentrionale. In confronto, le aree montuose e fluviali della Cina meridionale hanno sperimentato una maggiore diversità linguistica. La presenza del mandarino nel Sichuan è in gran parte dovuta a un'epidemia avvenuta nel XII secolo. Questa epidemia, forse la peste nera, avendo decimato la popolazione di questa regione, ha successivamente permesso la colonizzazione da parte dei cinesi della Cina settentrionale e, indirettamente, spiega l'istituzione di una lingua settentrionale in una regione meridionale.
Non c'è una chiara distinzione tra quando finisce il cinese medievale e quando inizia lo stesso mandarino; tuttavia, lo Zhōngyuán Yīnyùn (中原音韻), un libro in rima risalente alla dinastia Yuan, è generalmente considerato una pietra angolare della storia del mandarino. È in questo libro che vediamo per la prima volta molte caratteristiche del mandarino, come la scomparsa della consonante finale e la riorganizzazione dei toni del cinese medievale.
Fino alla metà del XX secolo, la maggior parte dei cinesi che vivevano nel sud della Cina non parlava mandarino. Tuttavia, nonostante il mix sociale tra i membri dell'amministrazione e la gente comune che parlavano vari dialetti cinesi, il mandarino pechinese era diventato la lingua predominante almeno sotto la dinastia Qing, la cui lingua ufficiale era il manciù. Dal XVII secolo, l'Impero aveva istituito accademie "Ortoepia", 正音書院 / 正音書院 zhēngyīn shūyuàn, nel tentativo di allineare la pronuncia allo standard di Pechino. Il loro successo si era rivelato molto limitato.
Questa situazione si è evoluta con la creazione (nella RPC e Taiwan) di un sistema di istruzione scolastica elementare dedicato all'insegnamento del mandarino. Di conseguenza, il mandarino è diventata la lingua più parlata dalla maggior parte delle persone nella Cina continentale e a Taiwan. A Hong Kong, tuttavia, la lingua di istruzione e formalità rimane il cantonese standard, sebbene il mandarino standard sia sempre più comune.

## Mandarino e Pechinese
Un errore comune è credere che il mandarino sia il dialetto pechinese. È vero che la pronuncia standard e che la grammatica della lingua insegnata si basa principalmente sul dialetto di Pechino, ma la nozione di mandarino standard rimane un concetto piuttosto vago perché rappresenta piuttosto un insieme di lingue fabbricate e imposte alla popolazione. a cui viene chiesto di dimenticare le loro solite pronunce regionali. L'accento degli abitanti di Harbin, già nella zona di Manchu, sarebbe rimasto quello più vicino all'attuale mandarino. Dalla vasta area che si estende dalla Manciuria nel nord-est della Cina allo Yunnan nel sud-ovest, la lingua madre della maggior parte delle persone è il mandarino (nel suo senso generale), ma queste lingue madri differiscono, soprattutto nella pronuncia, nel vocabolario e talvolta anche nella grammatica, dalla lingua insegnata a scuola.
In particolare, in accordo con la variante linguistica di Pechino, la maggior parte dei parlanti si conforma bene alla pronuncia standard delle consonanti retroflesse (denotate da zh, ch, sh e ri in pinyin), ma spesso aggiunge la finale "-er" (comunemente usata come diminutivo o per indicare un'elisione di sillaba) a parole che altri parlanti lascerebbero così com'è. Questo tratto dialettale è chiamato 兒 音 / 儿 音 eryīn, "pronuncia con -er" oppure "Erhua", da cui deriva la parola "erizzazione". Tuttavia, lo si può pure definire "rotacismo". Numerosi sono anche gli elementi lessicali ampiamente attestati nell'area di Pechino ma molto rari altrove. Oltre a tutte queste differenze, come nel caso delle lingue occidentali, c'è più un accento specifico di Pechino, a seconda del livello sociale, dell'istruzione, ecc.
Con queste poche eccezioni, la pronuncia locale dei nativi di Pechino si conforma generalmente molto bene alla pronuncia standard. In generale, le pronunce locali dei nativi di altre zone del mandarino differiscono tanto più tra loro, quanto più sono lontane dalla capitale. Anche le persone che vivono a Tianjin hanno una pronuncia abbastanza vicina allo standard. Coloro che vivono nel nord-est della Cina comunemente trasformano le sillabe che iniziano con la j in sillabe che iniziano con gok (secondo l'etimologia, del resto) e hanno difficoltà a pronunciare parole che iniziano col suono r. Gli abitanti delle aree più a sud spesso semplificano le consonanti retroflesse del mandarino standard: zh diventa z, ch diventa c, sh diventa s, mentre la r viene pronunciata più come z. Questa osservazione vale anche per il mandarino parlato a Taiwan. In alcune regioni i parlanti non fanno distinzione tra l e n (principalmente quando hanno il cantonese come lingua madre), e in altre la finale velare ng viene semplificata in n.
Inoltre, la lingua insegnata impiega molti toni chiari (un'assenza di tonema che rende la sillaba meno distinta; cfr. Pronuncia del mandarino) per le seconde sillabe delle parole composte (vedi Sinogrammi), mentre in molte regioni, in particolare a sud, il tono delle due sillabe è chiaramente marcato.

## Variazioni grammaticali e lessicali
Da un punto di vista ufficiale i mandarini sono due, poiché il governo di Pechino chiama 普通話 / 普通话 pǔtōnghuà, "lingua comune", quello della terraferma, mentre il governo di Taipei nomina la sua lingua ufficiale 國語/国语 kuo-yü (in Pinyin: guóyǔ), "lingua nazionale". Ufficialmente, pǔtōnghuà include le pronunce di diverse regioni, mentre kuo-yü è teoricamente basato sugli unici fonemi del mandarino di Pechino. Il confronto tra i dizionari delle due aree mostra che ci sono alcune differenze sostanziali. Tuttavia, le due versioni di Mandarino scolastico sono abbastanza spesso diverse dal mandarino come effettivamente parlato, che è influenzato dalle variazioni regionali.
Inoltre, non tutte le varianti del mandarino sono direttamente intelligibili reciprocamente.
Tuttavia, gli oratori istruiti che vivono nelle città del sud-ovest come Guilin e Kunming parlano Pǔtōnghuà abbastanza decente oltre alla loro lingua madre.
Nella Cina settentrionale, nel Sichuan e in altre aree in cui si parla la lingua settentrionale, quella che verrebbe chiamata "varianti locali del mandarino" è infatti una delle lingue native di chi parla in queste aree. Il periodo di educazione di massa del mandarino non ha cancellato queste prime differenze regionali. Nel sud, l'interazione tra il mandarino e altre lingue cinesi ha creato versioni locali della lingua settentrionale, che sono molto diverse dal mandarino ufficiale standard sia nella pronuncia che nella grammatica. Ad esempio, il mandarino parlato a Taiwan da studenti che parlano taiwanese (min da sud) o hakka come lingua madre è tipicamente parlato con grammatica e accento che lo rendono diverso dal kuo-yü standard, dando origine a una versione del mandarino comunemente noto come mandarino di Taiwan.
Sebbene il mandarino sia considerato il dialetto standard, parlare mandarino senza un accento locale o parlare mandarino invece del dialetto locale può far sembrare chi parla uno straniero o qualcuno anormale. È per questo motivo che la maggior parte degli oratori, compresi i leader politici, non si obbliga a parlare il mandarino con l'accento standard ufficiale.

## Vocabolario
Ci sono più parole polisillabiche in mandarino che in qualsiasi altra lingua cinese eccetto lo shanghainese. Ciò è in parte dovuto al fatto che il mandarino ha subito più modifiche nella sua pronuncia nel corso della storia rispetto ad altre varietà di cinese, e quindi ha dovuto affrontare più omofoni (vedi in particolare: Il poeta mangiatore di leoni nella sua tana di pietra); molte parole sono state create componendole di due o più sinogrammi, o aggiungendo un affisso come lao- (老), -zi (子), - (e) r (儿 ／ 兒) -tou (头 ／ 頭). Tuttavia, ci sono parole che sono state polisillabiche dal cinese arcaico, come húdié (蝴蝶, farfalla).
I pronomi singolari in mandarino sono wǒ (我) "io", nǐ (你) "tu", nín (您) "Lei (singolare)" e tā (他 / 她 / 它) "lui / lei / (egli- neutro) ", con -men (们 ／ 門) aggiunto per dare il plurale. Inoltre, c'è una distinzione tra il pronome plurale in prima persona zánmen (咱 (们 ／ 門), che include l'ascoltatore, e wǒmen (我 (们 ／ 門), che esclude l'ascoltatore. Dialetti mandarino hanno un uso quasi equivalente di questi pronomi, ma non necessariamente le altre varietà di cinese (ad esempio, l'uso di Shanghai (侬 ／ 儂) non "tu" e 伊 yi "lui / lei").
Altri morfemi che i dialetti mandarino hanno generalmente in comune sono l'aspetto e le particelle dell'umore, come -le (了), -zhe (着) e -guo (过 ／ 過). Altre varietà di cinese, invece, usano altre parole per questi contesti (ad esempio in cantonese 咗 e 緊). Dal contatto con le culture dell'Asia centrale, il mandarino include alcune parole di origine altaica, che non esistono in altre lingue cinesi, come hútong (胡同) "vicolo". Le varietà meridionali del cinese, d'altra parte, hanno incorporato parole di lingue tai o Lingue austronesiane.

## Sistemi di trascrizione
Da quando i primi occidentali sono entrati in Cina e hanno cercato di imparare il mandarino (o meglio, di tradurre la Bibbia in desiderio di evangelizzazione), è nata la necessità di una romanizzazione che permettesse di notare i caratteri cinesi. Da allora, sono stati proposti molti sistemi di trascrizione fonetica. Il primo ad essere accettato a livello globale è il cosiddetto sistema Wade-Giles, dal nome dei suoi inventori del XIX secolo. Questo sistema è ancora utilizzato oggi, ma non nella Cina continentale. Si trova principalmente nelle edizioni più vecchie dei libri occidentali, così come per un numero abbastanza elevato di termini cinesi lessicalizzati nelle lingue occidentali. Anche la Scuola francese dell'Estremo Oriente ha utilizzato un sistema chiamato EFEO, che ora è obsoleto.
Nel ventesimo secolo, i linguisti cinesi hanno proposto molti sistemi di trascrizione. Uno di loro propone addirittura un nuovo alfabeto sillabico, è il 注音符號 / 注音符号 zhǔyīnfúhào, “simboli fonetici” (o, meno formalmente, bopomofo). Il maggior successo di questi sistemi, tuttavia, è il 漢語拼音 / 汉语拼音 hànyǔ pīnyīn, "metodo di ortografia foneticamente mandarino", più spesso indicato come pīnyīn, che è stato accettato come sistema di trascrizione ufficiale per la lingua cinese dalla RPC nel 1958 e poi dalle Nazioni Unite e da altre organizzazioni internazionali. Negli anni Cinquanta si pensava addirittura in Cina, senza successo, di sostituire i caratteri cinesi con il pīnyīn. La cosa infatti non è fattibile, a causa dei tanti casi di omonimi nella lingua, omonimi per la particolare struttura sillabica del mandarino.
Questa diversità di sistemi di trascrizione si trova anche a Taiwan. Il governo centrale di Taiwan ha adottato 通用拼音 tōngyòng pīnyīn nel 2002 (una variante del PRC pīnyīn) consentendo ai governi locali di non applicare questa decisione preferendo il proprio sistema di romanizzazione. Bopomofo o zhǔyīn è usato per imparare la pronuncia e la grammatica dei personaggi nelle scuole. Gli sforzi per sostituire questo sistema a favore di pīnyīn sono stati bloccati principalmente a causa di disaccordi su quale tipo di pīnyīn usare come sostituto, nonché per il grande sforzo da fare per correggere tutto il materiale educativo esistente e formare completamente il personale docente.
Altri sistemi di romanizzazione includono anche:
- il pīnyīn postale (derivato da Wade-Giles)
- la romanizzazione di Yale
- il Gwoyeu Romatzyh
- l'MPS II

## Letteratura in mandarino
All'inizio del XX secolo, il cinese scritto era una lingua originale (cinese classico, scritto) e chiaramente distinta dalla lingua parlata. In origine, tuttavia, era vicino alla lingua parlata (cinese medievale, parlato), ma si è allontanata da essa nel tempo, un po 'come il posto che il latino ha occupato nelle società europee di lingua romanza fino al XVIII secolo.
La lingua scritta, chiamata cinese classico o letterario, è più concisa della lingua corrente. Nella scrittura, il problema degli omonimi non si pone e la lingua contiene poche ambiguità. Ad esempio, 翼 (yì, ala) non è ambiguo nel cinese scritto, ma ha circa 75 omonimi in mandarino (parlato).
Per la scrittura formale, come i documenti ufficiali, e per i testi più letterari, la lingua scritta era più economica e più raffinata, sia per la scrittura a mano che per la stampa.
Ma per riprodurre una conversazione, il cinese classico non è appropriato. Anche la trascrizione scritta di un insegnante come Zhu Xi (1130-1200) si avvicinava alla lingua parlata. Almeno dalle commedie della dinastia Yuan che narravano i poemi epici dei Robin Hood cinesi alle notizie della dinastia Ming, come Shui Hu Zhuan (水滸傳 / 水浒传 / Shuǐhǔ Zhuàn, Al bordo dell'acqua), o il racconto della dinastia Qing Hónglóu mèng (紅樓夢 / 红楼梦 / Hónglóu mèng, generalmente tradotto come il sogno della camera rossa) e oltre, svilupparono una letteratura vicina allo stile orale (báihùa wénxúe). In molti casi, questa lingua scritta si avvicina al mandarino parlato. Se le pronunce non sono portate dai sinogrammi, la scrittura trasmette comunque la grammatica e lo stile in tutte le regioni della lingua mandarina. Questi scritti sono solitamente espressi in mandarino standard per letture formali.
Uno dei principali attori della letteratura cinese dell'inizio del XX secolo, Hu Shi, scrisse uno studio approfondito di questa tradizione letteraria, chiamato Báihuà wénxué shǐ (Storia della letteratura vernacolare).